# Acidente aéreo do Cessna na Virginia em 2023
O Acidente aéreo do Cessna na Virginia, aconteceu em 4 de junho de 2023 um Cessna 560 Citation V de operação privada transportando três passageiros e um piloto caiu às 15h23 EDT perto da Floresta Nacional de George Washington, Virgínia, matando todos a bordo depois que a tripulação foi considerada inconsciente. O avião passeu pela zona de exclusão aérea sobre Washington, DC, e sobre a Virgínia, foi interceptado por caças F-16 da Base Aérea de Andrews às 15h20, dois minutos antes de começou uma espiral para a direita até o terreno. O Conselho Nacional de Segurança nos Transportes (NTSB) divulgou um relatório preliminar em 21 de junho de 2023 afirmando que o DHS não encontrou o gravador de voz.

## Acidente
O avião envolvido no acidente era um Cessna 560 Citation V, registrado N611VG para a Encore Motors de Melbourne, uma empresa com sede na Flórida sob propriedade de John e Barbara Rumpel. Ele partiu do Aeroporto Municipal de Elizabethton, em Elizabethton, Tennessee, com destino ao Aeroporto MacArthur de Long Island, em Nova York. "Às ［13h25 EDT］, o controlador liberou o avião para o nível de voo 340 (34.000 pés) e o piloto releu a autorização. Neste momento, o avião estava a cerca de 28.000 pés.
Às ［13h28 EDT］, o controlador corrigiu a autorização de altitude anterior, instruindo o piloto a parar o subir a 33.000 pés para cruzar o tráfego aéreo.  O piloto não respondeu à autorização alterada, o avião continuou a subida para 34.000 pés e nivelou. Nenhuma outra transmissão de rádio do piloto foi recebida durante o restante do voo, apesar das repetidas tentativas de contato com o piloto."
A aeronave não desceu a tempo na aproximação e acabou entrando na zona de exclusão aérea sobre Washington DC.
O complexo do Capitólio dos EUA foi colocado em "alerta elevado" quando o avião sobrevoou o espaço aéreo restrito, conforme relatado pela Polícia do Capitólio dos EUA. Após ser informado da incursão, o NORAD desdobrou seis caças F-16 para interceptar o avião. Dois jatos do 113º Fighter Wing na base aérea Andrews foram os primeiros a alcançar o Cessna e tentar contatar o piloto. O Cessna foi interceptado aproximadamente às 15h20 EDT. Os F-16 usaram sinalizadores para chamar a atenção do piloto do Cessna, embora a tripulação do avião não respondesse.
Os F-16 causaram um estrondo sônico sobre Washington, DC em resposta à invasão do espaço aéreo. De acordo com relatórios preliminares da FAA, ele “caiu em um terreno montanhoso em uma área pouco povoada do sudoeste da Virgínia” por volta das 15h30 EDT. No entanto, o local do acidente foi posteriormente determinado como próximo à floresta de George Washington. Antes de cair, o Cessna ultrapassou seu destino em 315 milhas. Os dados de rastreamento do FlightAware indicaram que o avião sobrevoou Washington, DC a uma altitude de 34.000 pés antes de cair. A Polícia do Estado da Virgínia foi notificada do acidente aproximadamente às 15h50 EDT.

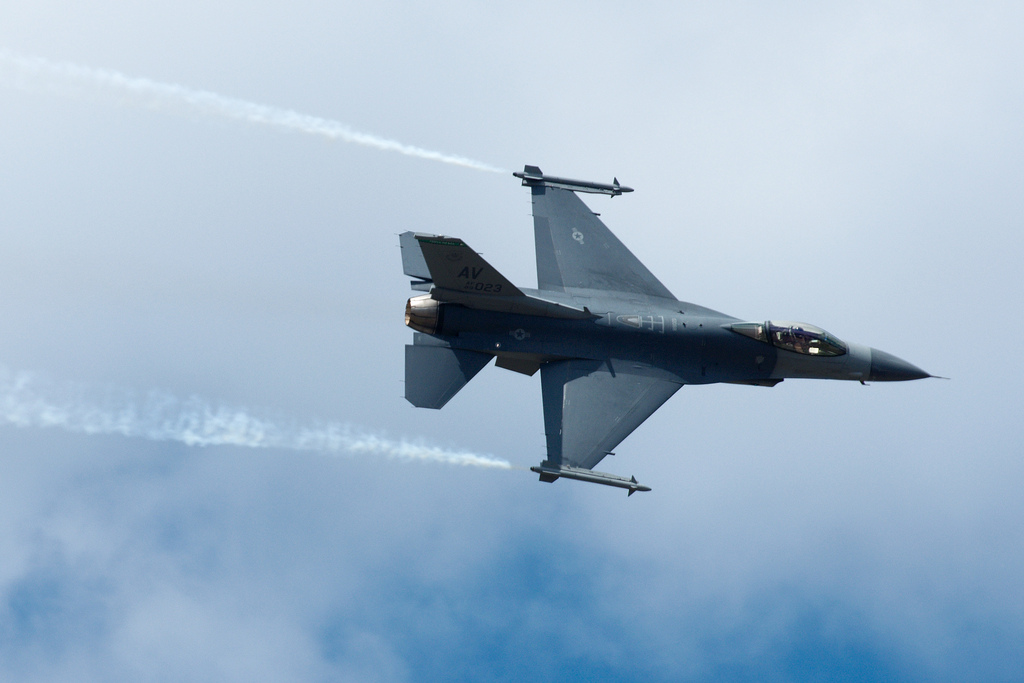
F16 Fighting Falcon da Força Aérea dos Estados Unidos.

O local do acidente foi em (o local designado pelo censo) Montebello VA, entre St. Mary's Wilderness - Swimming Hole e Blue Ridge Parkway, na face norte da Mine Bank Mountain a uma altitude de 2.760 pés na Floresta Nacional George Washington, Código Plus  M7 White Rock VA, Mine Bank Creek Trail (Forest Trail 5000).

## Passageiros e tripulação
A FAA confirmou que quatro pessoas morreram como resultado do acidente. O piloto, Jeffrey Renick Hefner, era capitão do 737 da Southwest Airlines e tinha uma classificação do tipo A/CE-500 (o que significa que ele estava autorizado a pilotar qualquer Cessna Citation V). Os passageiros eram Adina Azarian, 49, corretora de imóveis em East Hampton, sua filha de 2 anos, Aria Azarian, e Evadnie Smith, a babá jamaicana de Aria. Azarian é um nome da Azerbaijão. Quando Adina Azarian tinha 40 anos, ela foi adotada por John e Barbara Rumpel.  Barbara Rumpel era proprietária da aeronave e é membro do comitê executivo do Conselho de Liderança Feminina da NRA. Os Rumpel também perderam sua filha Victoria aos 19 anos em um acidente de mergulho em 1994.

## Consequências
Os socorristas que foram notificados do acidente às 15h50 EDT relataram que nenhum sobrevivente foi encontrado nos destroços. A CNN informou que o avião deixou uma "cratera", levando os socorristas a acreditar que ele atingiu o solo em um ângulo muito acentuado.